# Ці небезпечні на балкон двері
«Ці небезпечні двері на балкон» (латис. «Šīs bīstamās balkona durvis») — радянський художній фільм 1976 року, молодіжна драма.

## Сюжет
У дитинстві Роланд з упертості зістрибнув з балкона і ледь не загинув. Батьки, не знайшовши іншого виходу, забили цвяхами ці, що стали небезпечними, двері на балкон. На святі, влаштованому на честь дня народження Роланда (йому виповнилося вісімнадцять), демонстрували аматорський фільм. Прихованою камерою була знята дівчина, яка прийшла на побачення, але не дочекалася зустрічі. Пізніше цю дівчину привозять на автомобілі швидкої допомоги в лікарню зі зламаною ногою. Інга, медсестра травматологічного відділення, дізнавшись про постраждалу ближче, хоче з'ясувати, хто винен в події.

## У ролях
- Варіс Ветра — Роланд
- Петеріс Ґаудіньш — Нормунд
- Антра Лієдскалниня — Аніта
- Віктор Лоренц — Віктор
- Лігіта Скуїня — Інга
- Мірдза Мартінсоне — Едіта
- Андріс Берзіньш — Ерік
- Лігіта Девіца — Марга
- Аніта Квала — Тереза
- Яніс Маковскіс — Жаніс
- Есмералда Ермале — Марина

## Знімальна група
- Автор сценарію: Броніслава Паршевська, Яніс Стрейч
- Режисер-постановник: Дзідра Рітенберга
- Оператор-постановник: Генріх Піліпсон
- Художник-постановник: Герберт Лікумс
- Композитор: Ромуалдс Калсонс
- Монтажер: Еріка Мешковська